# Birago (Lentate sul Seveso)
Birago (Biràgh in dialetto brianzolo) è una frazione del comune di Lentate sul Seveso, in provincia di Monza e Brianza, popolata da circa 2 000 abitanti. I suoi abitanti sono chiamati biraghesi. I santi patroni sono i santi Anna e Gioacchino. La festa del paese si festeggia il giorno 26 luglio.
Il centro abitato sito su una collina ad una altezza di circa 280 metri, gode di un'ottima visuale sulle vicine Prealpi Comasche e Lecchesi, distanti solamente 15 km. La tradizione popolare impone la divisione in quattro rioni: piazza, laghetto, camporia, borghetto che si fronteggiano in alcune simpatiche gare a livello sportivo durante le serate della festa del paese. Qui Simone Cantoni edificò la Villa Raimondi dal 1794 al 1798.
Parrocchia e antico comune della Provincia di Milano, con Regio Decreto del 9 febbraio 1869 fu soppresso ed aggregato a Lentate sul Seveso, come peraltro era già avvenuto in età napoleonica per un breve periodo, cui era seguita un'altrettanto effimera unione con Barlassina.